# HD 205314
HD 205314，又名BD+49 3553，SAO 51019、HR 8246，是一颗恒星，视星等为5.75，位于銀經93.59，銀緯-1.24，其B1900.0坐标为赤經21h 29m 24.5s，赤緯+49° -1.24′ 2″。